# Kilkenny
Kilkenny (în irlandeză Cill Chainnigh, pronunțat [ˌciːl̠ʲ ˈxan̠ʲəj], lit. „biserica lui Cainnech”) este un oraș din comitatul Kilkenny, Irlanda. Este situat în Regiunea de Sud-Est și în provincia Leinster. Se află pe ambele maluri ale râului Nore. La recensământul din 2022 populația din Kilkenny s-a cifrat la 27.184, al treisprezecelea ca mărime centru urban din Irlanda. 
Kilkenny este o destinație turistică, iar împrejurimile sale includ clădiri istorice precum Castelul Kilkenny, Catedrala „Sf. Canice” și turnul rotund, Casa Rothe, Casa Shee Alms, Black Abbey, Catedrala Sf. Maria, The Tholsel, Abația Sf. Francisc, Grace's Castle și St. John's Priory. Kilkenny este cunoscut și pentru atelierele sale de meșteșuguri și design, Teatrul Watergate, grădinile publice și muzee. Evenimentele anuale includ Kilkenny Arts Festival, festivalul de comedie Cat Laughs și muzică la Kilkenny Roots Festival.
Kilkenny a început cu o fundație ecleziastică de la începutul secolului al VI-lea din Regatul Ossory. În urma invaziei normande a Irlandei din secolul al XII-lea, Castelul Kilkenny și o serie de ziduri au fost construite pentru a proteja locuitorii a ceea ce a devenit un oraș comercial normand. William Marshall, Lord of Leinster, i-a acordat lui Kilkenny statutul de oraș (town) în 1207. La sfârșitul secolului al XIII-lea, Kilkenny era sub control normand. Statutele din Kilkenny, adoptate la Kilkenny în 1367, urmăreau să oprească declinul dominației hiberno-normande în Irlanda. În 1609 regele Iacob I al Angliei i-a acordat Kilkenny o cartă regală, dându-i statutul de oraș (city). După rebeliunea irlandeză din 1641 Confederația Catolică Irlandeză, cunoscută și cu numele de „Confederația Kilkenny”, și-a avut baza în Kilkenny și a durat până la cucerirea Cromwelliană a Irlandei în 1649. Începând cu 1840, Kilkenny nu a fost administrat ca city în conformitate cu legea guvernamentală locală, dar Legea privind reforma guvernamentală locală din 2014 prevede „utilizarea continuă a desemnării city”.
Kilkenny a fost un centru al producției de bere de la sfârșitul secolului al XVII-lea și încă găzduiește o serie de fabrici de bere. Birourile Consiliului de Patrimoniu sunt la Church Lane din fostul Palat Episcopal. Sediul episcopului romano-catolic de Ossory este la Catedrala Sf. Maria, iar sediul episcopului de Cashel și Ossory de la Biserica Irlandei se află la Catedrala Sf. Canice.